# Boophis luteus
A Boophis luteus a kétéltűek (Amphibia) osztályába, a békák (Anura) rendjébe és az aranybékafélék (Mantellidae) családjába tartozó faj.

## Előfordulása
A faj Madagaszkár endemikus faja. A sziget középső és keleti területein honos.

## Megjelenése

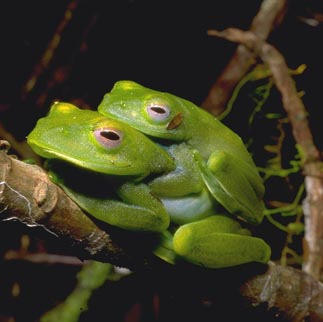
Amplexus

Közepes termetű békafaj. A hímek hossza 35–40 mm, a nőstények elérhetik a 60 mm-t is. Háta zöld. Hasának színe változó, kékes vagy zöldes színű. Mellső lábain hosszanti fehér redők húzódnak. A hímeknek kettős hanghólyagja van.